# Basselinia vestita
Basselinia vestita é uma espécie de angiosperma na família Arecaceae. É encontrada apenas na Nova Caledônia.